# Personer i Sverige födda i Iran
Till personer i Sverige födda i Iran räknas personer som är folkbokförda i Sverige och som har sitt ursprung i Iran. Enligt Statistiska centralbyrån fanns det 2018 i Sverige sammanlagt cirka 77 400 personer födda i Iran. 2019 bodde det i Sverige sammanlagt 121 019 personer som antingen själva var födda i Iran eller hade minst en förälder som var det.

## Historik
Under 1970-talet fanns det i Sverige omkring 1 000 personer födda i Iran. Majoriteten av dessa var affärsmän, men även akademiker, läkare och studerande bosatte sig i Sverige. Det kom 582 adoptivbarn från Iran före revolutionen, varefter internationell adoption förbjöds i Iran.
Efter den iranska revolutionen 1979 och islamiseringen av det iranska samhället har den överväldigande majoriteten av de som invandrat från Iran varit flyktingar som sökt skydd undan den politiska och sociala förföljelse som den Islamiska republikens makthavare utövar. En del pojkar och unga män kom också till Sverige som desertörer under Iran–Irak-kriget på 1980-talet.
Iranier, jämte polacker, som kom till Sverige och intervjuades av Centrum för invandringsforskning åren 1987-89 hade i genomsnitt hög utbildning.
Under flyktingkrisen 2015 sökte 4 560 iranska medborgare asyl i Sverige. Av dem beviljades 2 271 uppehållstillstånd. Bland 2015 års asylsökande fanns också minst 10 000 ensamkommande barn som hade afghanskt medborgarskap men var uppvuxna i Iran. De flesta av dem fick avslag på asylansökan.

### Thure Spahandelin
Den förste iraniern som det finns dokumenterat att han invandrade till Sverige var Abdollah Esfahani som anlände till Stockholm 1620 i sällskap av Bengt Bengtsson Oxenstierna, mer känd som Resare-Bengt. Esfahani trädde i tjänst som överste hovstallmästare åt Gustav II Adolf. Han lät sig döpas och tog namnet Thure Spahandelin, varifrån det svenska släktnamnet Sandelin härstammar. Thure Spahandelin avled i Stockholm 1627.

## Integration i svenska samhället
[Vissa uppgifter är upp till 15 år gamla och hela avsnittet bör kompletteras med årtal.?]
De iranier som kom på 1980-talet ifrån Iran har till stor del integrerats in i Sverige. Överlag så tillhör invandrare ifrån Iran och deras svenskfödda barn en av de på arbetsmarknaden bäst integrerade grupperna i Sverige från länder utanför Västeuropa. Iranier är markant överrepresenterade inom svensk politik och näringsliv. Iranier i Norden är överrepresenterade i högskoleutbildning. Bland utrikesfödda ungdomar hade de som kom från Iran den högsta andelen högskolestudenter. 
Enligt statistik från SCB gällande läsåret 2006/07 hade 55 procent av ungdomarna som är födda i Iran påbörjat högskolestudier vid 25 års ålder. Motsvarande andel bland svenska ungdomar var 46 procent. Av de tio största invandrargrupperna i Sverige är personer födda i Iran den grupp som har flest studenter. Enligt statistik från SCB har över 33 procent av alla tandläkarstudenter med invandrarbakgrund rötter i Iran. Personer med bakgrund från Iran är särskilt representerade på utbildningar som civilingenjörs-, jurist-, läkar- och tandläkarprogrammet. På läkarutbildningen kom 30 procent av de utrikes födda nybörjarna från Iran och på juristutbildningen var andelen 24 procent.
En studie från 2007 visade dock att gruppen iranska män i Sverige på samma gång kunde beskrivas som "både marginaliserade och välintegrerade", eftersom de är en välutbildad invandrargrupp som har haft problem att etablera sig på arbetsmarknaden.
I gruppen av länder utanför Europa med högt HDI dominerar enligt statistik från SCB civilingenjörsutbildade födda i Iran, vilka utgör 50 procent av denna grupp. Även av sjuksköterskeutbildade från länder med högt HDI dominerar personer födda i Iran vilka utgör 46 procent av de sjuksköterskeutbildade i denna grupp.

## Religion
Majoriteten iranier i Sverige är födda shiamuslimer men det finns även sunnimuslimer, kristna (armenier och assyrier), bahaier och zoroastrier inom den iranska gruppen. 
De flesta iranier har tagit avstånd ifrån sin religiösa bakgrund som shiamuslimer mot bakgrund av erfarenheterna från Irans islamiska styrelseskick. Enligt uppskattningar av Islamiska Shiasamfunden i Sverige är omkring 5% av shiamuslimer med iransk bakgrund religiöst aktiva, att jämföra med 70% för deras irakiska shiamuslimska motsvarigheter.
I Göteborg finns ett zoroastriskt center under ledning av en mobed (lärd präst).

## Stormningen av Irans ambassad i Sverige 1981
Den 24 augusti 1981 gick svensk kravallpolis till storms mot Irans ambassad i Stockholm på Lidingö. Ambassadbyggnaden hade då ockuperats av 33 iranska studenter som protesterade mot avrättningar och våld i Iran; omkring 700 avrättningar hade verkställts i Iran i mitten av det året. Ambassaden stormades utan större allvarliga sammanstötningar. Irans Sverigeambassadör teol. dr Abdolrahim Gavahi, hans fru och en betjänt fritogs. Ockupanterna fördes ut av polisen och hämtades i stadsbuss, anhölls och förpassades till Kronobergshäktet i Stockholm där 29 av dem senare begärdes häktade.

## Historisk utveckling

### Födda i Iran
| Personer i Sverige födda i Iran 1900–2024 | Personer i Sverige födda i Iran 1900–2024 | Personer i Sverige födda i Iran 1900–2024 | Personer i Sverige födda i Iran 1900–2024 | Personer i Sverige födda i Iran 1900–2024 |
| --- | ----------------------------------------- | ----------------------------------------- | ----------------------------------------- | ----------------------------------------- |
| |                                           |                                           |                                           |                                           |
| År |                                           |                                           | Folkmängd                                 |                                           |
| 1900 | 1900                                      |                                           | 2                                         |                                           |
| 1930 | 1930                                      |                                           | 8                                         |                                           |
| 1950 | 1950                                      |                                           | 110                                       |                                           |
| 1960 | 1960                                      |                                           | 115                                       |                                           |
| 1970 | 1970                                      |                                           | 411                                       |                                           |
| 1980 | 1980                                      |                                           | 3 348                                     |                                           |
| 1990 | 1990                                      |                                           | 40 084                                    |                                           |
| 2000 | 2000                                      |                                           | 51 101                                    |                                           |
| 2001 | 2001                                      |                                           | 51 844                                    |                                           |
| 2002 | 2002                                      |                                           | 52 721                                    |                                           |
| 2003 | 2003                                      |                                           | 53 241                                    |                                           |
| 2004 | 2004                                      |                                           | 53 982                                    |                                           |
| 2005 | 2005                                      |                                           | 54 470                                    |                                           |
| 2006 | 2006                                      |                                           | 55 747                                    |                                           |
| 2007 | 2007                                      |                                           | 56 516                                    |                                           |
| 2008 | 2008                                      |                                           | 57 663                                    |                                           |
| 2009 | 2009                                      |                                           | 59 922                                    |                                           |
| 2010 | 2010                                      |                                           | 62 120                                    |                                           |
| 2011 | 2011                                      |                                           | 63 828                                    |                                           |
| 2012 | 2012                                      |                                           | 65 649                                    |                                           |
| 2013 | 2013                                      |                                           | 67 211                                    |                                           |
| 2014 | 2014                                      |                                           | 68 436                                    |                                           |
| 2015 | 2015                                      |                                           | 69 067                                    |                                           |
| 2016 | 2016                                      |                                           | 70 637                                    |                                           |
| 2017 | 2017                                      |                                           | 74 096                                    |                                           |
| 2018 | 2018                                      |                                           | 77 386                                    |                                           |
| 2019 | 2019                                      |                                           | 80 136                                    |                                           |
| 2020 | 2020                                      |                                           | 81 301                                    |                                           |
| 2021 | 2021                                      |                                           | 83 122                                    |                                           |
| 2022 | 2022                                      |                                           | 85 488                                    |                                           |
| 2023 | 2023                                      |                                           | 86 838                                    |                                           |
| 2024 | 2024                                      |                                           | 87 115                                    |                                           |
| Anm.: Befolkning den 31 december respektive år förutom åren 1960 och 1970 som avser förhållandet den 1 november och år 1980 som avser förhållandet den 15 september. |                                           |                                           |                                           |                                           |